# Anemorea
Anemorea (en griego, Ανεμώρεια, cuyo significado es «azotada por los vientos») es el nombre de una antigua ciudad griega de Fócide, que fue mencionada por Homero en el catálogo de las naves de la Ilíada.
Según Estrabón, su nombre es debido a las rachas de viento que se producían en ella y señala que algunos le daban el nombre de Anemolea. Su territorio había servido de frontera entre Fócide y Delfos hacia el año 457 a. C., cuando los delfios, incitados por los lacedemonios, decidieron separarse de los focenses y formar su propio Estado.
No se conoce con seguridad su localización exacta pero se ha sugerido que podría haberse ubicado en la zona de la moderna población de Arájova.